# Wacholderheide bei Westernohe
Die Wacholderheide bei Westernohe ist ein Naturschutzgebiet im Westerwaldkreis in Rheinland-Pfalz. Das 14 ha große Gebiet liegt im Nordosten der Ortsgemeinde Westernohe, die zur Verbandsgemeinde Rennerod gehört.
Die 1967 unter Naturschutz gestellte Heide wird zweimal jährlich mit Schafen beweidet sowie regelmäßig gemäht, um einer Verbuschung zuvorzukommen. Zu den vorkommenden Pflanzen gehören Arnika, Bibernellen, Besenheide und Fingerkräuter. Bei den Gräsern dominiert das Borstgras, daneben existieren Vorkommen von Ruchgräsern, Dreizahn und Wollgräsern. Der namensgebende Wacholder wächst nur auf etwa der Hälfte der ausgewiesenen Fläche des Naturschutzgebiets. Das Gebiet wird von Fichtenwäldern umrahmt.